# Antônio Luís Machado Neto
Antônio Luís Machado Neto (Salvador, 12 de junho de 1930 — 17 de julho de 1977) foi um jurista, sociólogo, filósofo, professor universitário e advogado brasileiro, expoente do egologismo.
Foi casado com  Zahidé Machado Neto, que foi socióloga, feminista e professora da Universidade Federal da Bahia.

## Biografia
Ingressou Machado Neto na Faculdade de Direito da Bahia, em 1949, concluindo o curso em 1953. Sua formação intelectual, entretanto, prosseguiu com o curso de Filosofia, em 1954, o bacharelado em Ciências Sociais em 1958, e o doutorado em Direito, neste mesmo ano.
Em 1957, obtém a livre docência na Faculdade de Direito da UFBA, após defender a tese "Sociedade e direito na perspectiva da razão vital"
Em 1959 ganhava o 1º Prêmio Nacional de Filosofia, em São Paulo, no "Concurso Horácio Lafer", com seu trabalho "Introdução à Ciência do Direito".
Tornou-se doutor também em Ciências Sociais, em 1968 - mesmo ano em que ingressa no quadro docente da Faculdade de Filosofia da UFBA. No ano seguinte ingressa com média máxima para o quadro efetivo e depois, também com média dez, lente de Sociologia.
Por sua biografia e notável saber, Machado Neto tornou-se lente da Universidade de Brasília, então um projeto de formação intelectual criado nos moldes inovadores e geniais de Anísio Teixeira e Darcy Ribeiro. O Golpe Militar de 64, porém, afastou-o das funções em 1965. A Ditadura era, para ele, a negação de tudo quanto defendia, ideologicamente - sendo um dentre tantos intelectuais que sofreram com as perseguições do regime de exceção que dominou o país.
Foi Imortal da Academia Baiana de Letras.
Em 1974 ingressa nos quadros da Faculdade de Direito da UFBA, única voz destoante do centro acadêmico a não comungar das cediças idéias positivistas e simplistas de Hans Kelsen e Rudolf von Ihering, ainda hoje dominantes no pensamento jurídico brasileiro.
Machado Neto sobretudo deixou uma lição de que o mestre não é um mero reprodutor do conhecimento já adquirido, mas que tem de evoluir sobre este. Sua morte prematura, aos quarenta e sete anos, de infarto, silenciou uma das últimas mentes no Brasil a pensar verdadeiramente o Direito.

## Idéias - o Egologismo
Machado Neto carregou para o Direito sua formação sociológica. Não poderia aceitar a simplificação positivista desta ciência como uma redução simplória de que o Direito é norma.
Aproximando-se das proposições do  egologismo - corrente sociológica do Direito - propugnadas por Carlos Cossio, na Argentina, confrontando com isto a arraigada escola positivista, sobre a qual estagnou-se o pensamento jurídico brasileiro.

## Obras
O pensamento em Machado Neto era profícuo. Em tão breve carreira, produziu uma vasta obra, com 32 livros, além de 43 folhetos, 89 ensaios - além de 3 livros inéditos, artigos e comentários nas áreas do Direito, filosofia, cultura, em português, espanhol e francês. Algumas de suas principais obras:
- Sociologia do direito natural. Salvador, BA: Progresso, 1957.
- Introdução à Sociologia Teórica: o problema epistemológico em Sociologia. (1959).
- Introdução à Ciência do Direito (1960).
- Teoria do Direito e Sociologia do Conhecimento (1960).
- Compêndio de introdução a ciência do direito. São Paulo, SP: Saraiva, 1969.
- História das idéias jurídicas no Brasil. São Paulo, SP: Grijalbo, 1969.
- Estrutura social da república das letras: Sociologia da vida intelectual brasileira - 1870-1930. São Paulo, SP: Ed. da Universidade de São Paulo, Grijalbo, 1973. 253 p. (Estante do pensamento brasileiro).
- Sociologia Jurídica (1974).
- Teoria da ciência jurídica. São Paulo, SP: Saraiva, 1975.

### Excerto
De sua experiência, como professor da UNB, registrou Machado Neto:
"Em Brasília, de 1962 a 1965, fiz a compela (sic) experiência da vida universitária em tempo integral e dedicação exclusiva, que sempre fora minha mais autêntica vocação. Mas os desafios da implantação  da jovem Universidade e as responsabilidades que ali tive de assumir, desde a organização inicial do curso de Direito, até a coordenação geral do Instituto Central de Ciências Humanas e a malograda luta final pela preservação e sobrevivência da instituição que deveria redimir a vida universitária no país, não me deixaram tempo nem vagares para cuidar de uma pós-graduação..."

## Depoimentos
Seu filho, Frederico Machado Neto, em artigo publicado após uma década da morte do pai, revela um depoimento de Carlos Cossio sobre o jurista baiano:
"Machado Neto estaba, con honor, a la par de los más preclaros jusfilósofos y sociólogos de su pátria; per entre ellos él era con seguridad, quien tenia la visón filosófica más profunda, cosa que le permitió estremar, como ningún otro, su cuidado para no alterar ni en menor rasgo, el problema que tematizaba, sea al exponerlo, sea al objetarlo, sea al asumirlo."
O já falecido Acadêmico do Silogeu Baiano, Raimundo Brito, disse deste que lhe fôra discípulo:
"Insuperável eloqüëncia, lacerante laconismo".

## Para saber mais
- A. L. Machado Neto, 1930-1977 - Centro de Estudos A. L. Machado Neto, Salvador, 1978.